# 拉罗马纳
拉罗马纳，是西班牙巴伦西亚自治区阿利坎特省的一个市镇。总面积43km2，总人口2044人（2001年），人口密度48人/km2。